# Campionato europeo di baseball 2014
Il campionato europeo di baseball 2014 è stato la trentatreesima edizione del campionato continentale. Si è svolto in Germania e Repubblica Ceca fra il 12 e il 21 settembre 2014 e viene ospitato dalle città di Ratisbona, Ostrava, Brno e Třebíč
La Nazionale detentrice del titolo è l'Italia.

## Squadre partecipanti
Le squadre ammesse sono dodici. Sette sono qualificate direttamente dall'edizione precedente, mentre le altre cinque provengono dai tornei di qualificazione.
| Pool A   | Pool A                         | Pool B      | Pool B                         |
| -------- | ------------------------------ | ----------- | ------------------------------ |
| Belgio   | 9° agli Europei 2012           | Francia     | 8° agli Europei 2012           |
| Germania | 4° agli Europei 2012           | Regno Unito | Vincitore del gruppo di Zurigo |
| Italia   | Europei 2012                   | Svezia      | 6° agli Europei 2012           |
| Croazia  | 10° agli Europei 2012          | Rep. Ceca   | 5° agli Europei 2012           |
| Grecia   | 7° agli Europei 2012           | Paesi Bassi | Europei 2012                   |
| Russia   | Vincitore del gruppo di Vienna | Spagna      | Europei 2012                   |

## Primo turno

### Gruppo A
| Squadre     | G | V - P | AVG  | GB |
| ----------- | - | ----- | ---- | -- |
| Italia      | 5 | 5 - 0 | 1000 | 0  |
| Francia     | 5 | 4 - 1 | 800  | 1  |
| Germania    | 5 | 3 - 2 | 600  | 2  |
| Belgio      | 5 | 2 - 3 | 400  | 3  |
| Regno Unito | 5 | 1 - 4 | 200  | 4  |
| Svezia      | 5 | 0 - 5 | 0    | 5  |

| Ratisbona 12 settembre 2014, ore 15:00 | Belgio | 7 – 12 | Italia |  |

| Ratisbona 12 settembre 2014, ore 19:45 | Francia | 3 – 2 | Germania |  |

| Ratisbona 13 settembre 2014, ore 9:30 | Svezia | 1 – 7 | Regno Unito |  |

| Ratisbona 13 settembre 2014, ore 13:30 | Italia | 12 – 3 | Svezia |  |

| Ratisbona 13 settembre 2014, ore 17:00 | Regno Unito | 5 – 9 | Francia |  |

| Ratisbona 13 settembre 2014, ore 20:45 | Germania | 6 – 2 | Belgio |  |

| Ratisbona 14 settembre 2014, ore 11:00 | Svezia | 0 – 11 | Belgio |  |

| Ratisbona 14 settembre 2014, ore 15:00 | Germania | 9 – 0 | Regno Unito |  |

| Ratisbona 14 settembre 2014, ore 19:00 | Italia | 12 – 2 | Francia |  |

| Ratisbona 15 settembre 2014, ore 11:00 | Belgio | 5 – 0 | Regno Unito |  |

| Ratisbona 15 settembre 2014, ore 15:00 | Svezia | 3 – 8 | Francia |  |

| Ratisbona 15 settembre 2014, ore 19:15 | Italia | 5 – 1 | Germania |  |

| Ratisbona 16 settembre 2014, ore 11:00 | Francia | 5 – 4 | Belgio |  |

| Ratisbona 16 settembre 2014, ore 15:00 | Regno Unito | 1 – 13 | Italia |  |

| Ratisbona 16 settembre 2014, ore 19:00 | Germania | 12 – 8 | Svezia |  |

### Gruppo B
| Squadre     | G | V-P   | AVG  | GB |
| ----------- | - | ----- | ---- | -- |
| Paesi Bassi | 5 | 5 - 0 | 1000 | 0  |
| Spagna      | 5 | 4 - 1 | 800  | 1  |
| Rep. Ceca   | 5 | 3 - 2 | 600  | 2  |
| Russia      | 5 | 1 - 4 | 200  | 4  |
| Croazia     | 5 | 1 - 4 | 200  | 4  |
| Grecia      | 5 | 1 - 4 | 200  | 4  |

| Ostrava 12 settembre 2014, ore 11:00 | Grecia | 3 – 15 | Spagna |  |

| Ostrava 12 settembre 2014, ore 15:00 | Croazia | 2 – 19 | Paesi Bassi |  |

| Ostrava 12 settembre 2014, ore 19:00 | Rep. Ceca | 5 – 0 | Russia |  |

| Ostrava 13 settembre 2014, ore 11:00 | Spagna | 18 – 2 | Croazia |  |

| Ostrava 13 settembre 2014, ore 15:00 | Russia | 14 – 1 | Grecia |  |

| Ostrava 13 settembre 2014, ore 19:00 | Paesi Bassi | 7 – 0 | Rep. Ceca |  |

| Ostrava 14 settembre 2014, ore 11:00 | Spagna | 12 – 0 | Russia |  |

| Ostrava 14 settembre 2014, ore 15:00 | Paesi Bassi | 11 – 0 | Grecia |  |

| Ostrava 14 settembre 2014, ore 19:00 | Rep. Ceca | 13 – 2 | Croazia |  |

| Ostrava 15 settembre 2014, ore 11:00 | Croazia | 10 – 3 | Russia |  |

| Ostrava 15 settembre 2014, ore 16:00 | Rep. Ceca | 17 – 2 | Grecia |  |

| Ostrava 15 settembre 2014, ore 20:00 | Paesi Bassi | 19 – 7 | Spagna |  |

| Ostrava 16 settembre 2014, ore 11:00 | Grecia | 10 – 0 | Croazia |  |

| Ostrava 16 settembre 2014, ore 15:00 | Spagna | 9 – 2 | Rep. Ceca |  |

| Ostrava 16 settembre 2014, ore 19:00 | Russia | 1 – 12 | Paesi Bassi |  |

## Piazzamenti

### Fase Sconfitti
| Squadre     | G | V-P   | %    | GB |
| ----------- | - | ----- | ---- | -- |
| Regno Unito | 3 | 3 - 0 | 1000 | 0  |
| Grecia      | 3 | 1 - 2 | 333  | 2  |
| Svezia      | 3 | 1 - 2 | 333  | 2  |
| Croazia     | 3 | 1 - 2 | 333  | 2  |

| Trebic 18 settembre 2014, ore 11:00 | Croazia | 11 – 10 | Svezia |  |

| Trebic 18 settembre 2014, ore 15:00 | Regno Unito | 10 – 4 | Grecia |  |

| Trebic 19 settembre 2014, ore 11:00 | Grecia | 0 – 2 | Svezia |  |

| Trebic 19 settembre 2014, ore 15:00 | Regno Unito | 9 – 0 | Croazia |  |

### Finale 7º-8º posto
| Blansko 18 settembre 2014, ore 19:00 | Belgio | 12 – 2 | Russia |  |

## Secondo turno
| Squadre     | G | V-P   | %    | GB |
| ----------- | - | ----- | ---- | -- |
| Paesi Bassi | 5 | 5 - 0 | 1000 | 0  |
| Italia      | 5 | 4 - 1 | 800  | 1  |
| Spagna      | 5 | 3 - 2 | 600  | 2  |
| Rep. Ceca   | 5 | 1 - 4 | 200  | 4  |
| Germania    | 5 | 1 - 4 | 200  | 4  |
| Francia     | 5 | 1 - 4 | 200  | 4  |

| Brno 18 settembre 2014, ore 11:00 | Italia | 6 – 4 | Spagna |  |

| Brno 18 settembre 2014, ore 15:00 | Francia | 3 – 14 | Rep. Ceca |  |

| Brno 18 settembre 2014, ore 19:00 | Germania | 4 – 10 | Paesi Bassi |  |

| Brno 19 settembre 2014, ore 12:00 | Paesi Bassi | 14 – 5 | Francia |  |

| Brno 19 settembre 2014, ore 15:30 | Spagna | 4 – 3 | Germania |  |

| Brno 19 settembre 2014, ore 19:00 | Rep. Ceca | 1 – 9 | Italia |  |

| Brno 20 settembre 2014, ore 11:00 | Spagna | 10 – 5 | Francia |  |

| Brno 20 settembre 2014, ore 15:00 | Germania | 5 – 2 | Rep. Ceca |  |

| Brno 20 settembre 2014, ore 19:00 | Italia | 0 – 5 | Paesi Bassi |  |

### Finale 1º-2º posto
| Brno 21 settembre 2014, ore 15:00 | Paesi Bassi | 6 – 3 | Italia |  |

## Classifica finale
| Campione d'Europa | Campione d'Europa | Campione d'Europa |
| --- | --- | --- |
| Paesi Bassi | | |
| Argento | Italia | V · D · M Nazionale italiana · Europei 2014 4 Desimoni · 6 Infante · 9 Mazzuca · 10 Avagnina · 12 Reginato · 14 Sabbatani · 16 Liddi · 17 Rivera · 18 Vaglio · 19 Crepaldi · 21 Morreale · 22 Florian · 25 Epifano · 26 Terán · 28 Venditte · 29 Sambucci · 30 Ermini · 31 Mineo · 34 Colla · 35 da Silva · 36 Richetti · 37 Escalona · 42 D'Amico · 45 Chiarini · Manager: Marco Mazzieri |
| Bronzo | Spagna | |
| 4. | Rep. Ceca | |
| 5. | Germania | |
| 6. | Francia | |
| 7. | Belgio | |
| 8. | Russia | |
| 9. | Regno Unito | |
| 10. | Grecia | |
| 11. | Svezia | |
| 12. | Croazia | |
| Nazionale italiana · Europei 2014 | | |
| 4 Desimoni · 6 Infante · 9 Mazzuca · 10 Avagnina · 12 Reginato · 14 Sabbatani · 16 Liddi · 17 Rivera · 18 Vaglio · 19 Crepaldi · 21 Morreale · 22 Florian · 25 Epifano · 26 Terán · 28 Venditte · 29 Sambucci · 30 Ermini · 31 Mineo · 34 Colla · 35 da Silva · 36 Richetti · 37 Escalona · 42 D'Amico · 45 Chiarini · Manager: Marco Mazzieri | 4 Desimoni · 6 Infante · 9 Mazzuca · 10 Avagnina · 12 Reginato · 14 Sabbatani · 16 Liddi · 17 Rivera · 18 Vaglio · 19 Crepaldi · 21 Morreale · 22 Florian · 25 Epifano · 26 Terán · 28 Venditte · 29 Sambucci · 30 Ermini · 31 Mineo · 34 Colla · 35 da Silva · 36 Richetti · 37 Escalona · 42 D'Amico · 45 Chiarini · Manager: Marco Mazzieri | Italia (bandiera) |